# Cryphia degener
Cryphia degener är en fjärilsart som beskrevs av Ignaz Schiffermüller 1776. Cryphia degener ingår i släktet Cryphia och familjen nattflyn. Inga underarter finns listade i Catalogue of Life.